# Gyügyi Ödön
Gyügyi Ödön Zoltán (Mátészalka, 1966. február 20. –) roma származású magyar grafikus.

## Életútja, munkássága
Kéthónapos korától 18 éves koráig állami gondozásban nevelkedett. Hodászon született, nagyanyja unszolására az anyja adja be intézetbe.  Berkeszen,  általános iskola,és Tiszadobon, szakmunkás képző., ahol a szakmunkás képzőt is elvégezte kőműves szakmát szerezve. Évekkel később felvették a szombathelyi főiskolára, de abbahagyta, mert nem tudta tanulását finanszírozni illetve magánélete összeomlil, és öngyilkosságot követ el. Elvált. 1997 óta Budapesten lakik. Sokfajta munkát végzett. Mosogatott, kocsitakarítóként, kulturális intézményeknél diszítő munkás, berendező kiállításinstallátorként is dolgozott.
Tiszadobon, a cigányság történetét ábrázoló pannó készítése közben ismerkedett meg Péli Tamással és Szentandrássy Istvánnal, akik ösztönözték. Művészetében a sámán világlátás, a keresztény hit, elsősorban Árpád házi Margit életén keresztül és a cigánysága, és a mindenkori emberi élet egyetemes jelképtára keveredik egyfajta sajátos egyveleggé.  Jellegzetes motívumai a gömb a tojás, fák, sziklák vizesések. Szellemállata a varjú. Grafikái leginkább szürreális egyetemes identitás, élet megértés keresése. Döbbenetesen jelzi ezt Sikoly című rézkarca (35x45 cm, 1996), mely 103 évvel később született Edvard Munch azonos című expresszionista művénél, de míg Munch festményén hirtelen, váratlanul jelenik meg a mindennapi ember előtt egy kétségbeejtő esemény, addig Gyügyi rézkarcának figurája belülről sikolt, nyilván a kirekesztettség érzete, árvasága és származása miatt. Utóbbit felnőtt korában kellett megtapasztalnia, hiszen nem a cigány identitásban nevelkedett, s éppen akkor lett felnőtt, amikor gazdasági okok miatt milliók, de elsősorban a cigányok a társadalom peremére szorultak.
Ma már kapcsolatban áll családjával, és sokkal többet tud állami gondozásba kerüléséről.
„Vagyok, aki vagyok. Az idő csak a felesleget csiszolja le rólam, ami marad, az vagyok egyre inkább. Legyen az jó, vagy rossz.
Volt állami gondozott vagyok, roma származású. Tizennyolc évesen kerültem fel Szabolcsból Budapestre.
Ember vagyok. A legfontosabb identitásom.
sámán világlátású.
Kiskorom óta firkálok és formálódom. A sámán világ ad otthont a lelkemnek, onnan igyekszem látni, és érteni.
Péli Tamás és Szentandrássy István vezettek tanuló utamon.
Rendre azóta bemutatkozhatom, bár elsősorban firkálni szeretek
. 2014-ben kaptam meg a Magyar Ezüst Érdemkereszt polgári fokozatát, firkásságom elismeréseképpen. Eléggé meglepett. Köszönöm.
2015-ben mesélt nekem Kakuk Andrea tanító Árpád-házi Szent Margitról. Azóta öt firka született róla, és mély barátság szövődött a sororral.
Szeretem a hegyeket, és új szenvedélyemet, az íjászatot. Tanulgatom.
Pár éve megtaláltuk egymást a családommal, illetve az öcsém lánya, Vivi talált meg a neten. Még mindig új, és tanulgatom, hogy mégis van családom. Mert aki úgy nő fel, hogy nem kell senkinek, abban elsatnyulnak ezek az érzések, így hát nevelgetem újra. Nem igazán tudom, hogy kell, de talán megy.
Vagyok, aki vagyok, hát, Istenanya ivadéka, esendőn és remélem igazul. Teszem a dolgom. Azzal a tudással, amim van. Nem többel, nem kevesebbel. Beérem vele.” (Gyügyi Ödön)
1984 óta szerepel alkotásaival kiállításokon. Legfontosabbak között említi a berlinit, a stockholmit, valamint azt, amelyiket az Operaház Vörös Szalonjában tartott. Ez utóbbit azért, mert nem „roma minőségében”, hanem „csak” alkotó művészként mutatkozhatott be.
Árpádházi Margit révén lehetőség az esztergomi Bazilikában való bemutatkozásra.
Jelenleg nem állít ki, csendes visszavonúlt életet él. Elmélkedő tere a rajz.

## A Cigány festészet című albumba beválogatott képeiből

### Genezis
- Genezis (filc, papír, 73x97 cm, 2006)
- Virág teremtése (kréta, papír, 50x72 cm, 2000)
- Domina (filc, papír, 23x53 cm, 1996)
- Dzsinn (filc, papír, 23x53 cm, 1996)
- Unikornis (filc, papír, 23x53 cm, 1996)
- Indiából (filc, ceruza, papír, 30x42 cm, 2000)
- Burokban (papír, toll, 30x40 cm, 1991)
- A gömb és tojás (papír, toll, 30x42 cm, 2001)
- Árpádházi Matgit
- Madárkirály

### Ikon
- Jézus sikertelen feltámadása (papír, toll, 30x43 cm, 1991)
- Jézus magára veszi a világ bűneit (vegyes technika, papír, 52x66 cm, 1991)

### Identitás
- Varjú a tollhegyen (filc, papír, 30x42 cm, 2000)
- Kispipám füstje II (filc, papír, 30x42 cm, 2001)
- Mélység (filc, papír, 30x42 cm, 2000)[4]

## Kiállításai (válogatás)
- 1984. Pataky István Művelődési Központ (Szécsi Magdával közösen)
- 1989. Néprajzi Múzeum (az Autodidakta Cigány Képzőművészek II. Országos Kiállítása)
- 1994. Európai Kisebbségek II. Fesztiválja, Baja
- 1999. és 2001. Roma Parlament Társalgó Galériája
- 2000. Újlipótvárosi Galéria
- 2003. Kortárs roma vallásos művészet, Cigány Ház, Budapest
- 2004. Feketén-fehéren, Cigány Ház, Budapest
- 2005. Nőábrázolás, Cigány Ház , Budapest
- 2011. Hegyvidéki Önkormányzat folyosógalériája
- 2014. Hegyvidéki Kulturális Szalon
- 2017. Barabás Villa. Tomor Katával.
- 2016. Esztergomi Bazilika
- 2019. Velencei biennále.

## Díjak, elismerések
- 2013. március 14-én Balog Zoltán miniszter a Magyar Ezüst Érdemkereszt polgári tagozatával tüntette ki.